# Athlétisme aux Jeux panaméricains de 1995
Navigation
Résultats des compétitions d'athlétisme aux Jeux panaméricains de 1995 disputés à Mar del Plata, en Argentine.

## Résultats

### Hommes
| Épreuve           | Or                                                                      | Argent                                                                            | Bronze                                                                               |
| ----------------- | ----------------------------------------------------------------------- | --------------------------------------------------------------------------------- | ------------------------------------------------------------------------------------ |
| 100 m             | Glenroy Gilbert 10 s 21 w                                               | Joel Isasi 10 s 23 w                                                              | André Domingos 10 s 23 w                                                             |
| 200 m             | Iván García 20 s 29                                                     | Andrew Tynes 20 s 33                                                              | Sebastián Keitel 20 s 55                                                             |
| 400 m             | Norberto Téllez 45 s 38                                                 | Omar Meña 45 s 64                                                                 | Eswort Coombs 45 s 68                                                                |
| 800 m             | José Luiz Barbosa 1 min 46 s 02                                         | Alain Miranda 1 min 46 s 88                                                       | Bill Sumner 1 min 47 s 58                                                            |
| 1 500 m           | Joaquim Cruz 3 min 40 s 26                                              | Terrance Herrington 3 min 40 s 97                                                 | Jason Pyrah 3 min 42 s 34                                                            |
| 5 000 m           | Armando Quintanilla 13 min 30 s 35                                      | Wander Moura 13 min 45 s 53                                                       | Silvio Guerra 13 min 52 s 29                                                         |
| 10 000 m          | Armando Quintanilla 28 min 57 s 41                                      | Valdenor dos Santos 29 min 4 s 79                                                 | Ronaldo da Costa 29 min 7 s 68                                                       |
| Marathon          | Benjamín Paredes 2 h 14 min 44 s                                        | Mark Coogan 2 h 15 min 21 s                                                       | Luiz da Silva 2 h 15 min 46 s                                                        |
| 3 000 m steeple   | Wander Moura 8 min 14 s 41                                              | Brian Diemer 8 min 30 s 58                                                        | Dan Reese 8 min 31 s 58                                                              |
| 110 m haies       | Roger Kingdom 13 s 39                                                   | Emilio Valle 13 s 4                                                               | Courtney Hawkins 13 s 54                                                             |
| 400 m haies       | Eronilde de Araújo 49 s 29                                              | Everson Teixeira 50 s 24                                                          | Llimy Rivas 50 s 37                                                                  |
| 20 km marche      | Jefferson Pérez 1 h 22 min 53 s                                         | Daniel García 1 h 22 min 57 s                                                     | Julio René Martínez 1 h 23 min 50 s                                                  |
| 50 km marche      | Carlos Mercenario 3 h 47 min 55 s                                       | Miguel Rodríguez 3 h 48 min 22 s                                                  | Julio César Urías 3 h 49 min 37 s                                                    |
| 4 × 100 m         | Cuba Joel Isasi Jorge Aguilera Joel Lamela Iván García 38 s 67          | États-Unis Robert Reading Wendell Gaskin Ron Clark Dino Napier 39 s 12            | Mexique Jaime Barragán Carlos Villaseñor Salvador Miranda Alejandro Cárdenas 39 s 77 |
| 4 × 400 m         | Cuba Jorge Crusellas Norberto Téllez Omar Meña Iván García 3 min 1 s 53 | Jamaïque Orville Taylor Dennis Blake Roxbert Martin Michael McDonald 3 min 2 s 11 | Trinité-et-Tobago Robert Guy Neil de Silva Hayden Stephens Ian Morris 3 min 2 s 24   |
| Saut en hauteur   | Javier Sotomayor 2,40 m                                                 | Steve Smith 2,29 m                                                                | Gilmar Mayo 2,26 m                                                                   |
| Saut à la perche  | Pat Manson 5,75 m                                                       | Bill Deering 5,60 m                                                               | Alberto Manzano 5,40 m                                                               |
| Saut en longueur  | Iván Pedroso 8,50 m                                                     | Jaime Jefferson 8,23 m                                                            | Elmer Williams 8,00 m w                                                              |
| Triple saut       | Yoelbi Quesada 17,67 m                                                  | Jérôme Romain 17,24 m                                                             | Yoel García 17,21 m w                                                                |
| Lancer du poids   | C.J. Hunter 20,52 m                                                     | Jorge Montenegro 18,94 m                                                          | Gert Weil 18,71 m                                                                    |
| Lancer du disque  | Roberto Moya 63,58 m                                                    | Alexis Elizalde 62,00 m                                                           | Randy Heisler 60, 12 m                                                               |
| Lancer du marteau | Lance Deal 75,64 m                                                      | Alberto Sánchez 73,94 m                                                           | Andrés Charadia 71,78m                                                               |
| Lancer du javelot | Emeterio González 79,28 m                                               | Edgar Baumann 78,70 m                                                             | Todd Riech 77,82 m                                                                   |
| Décathlon         | Kip Janvrin 8 049 pts                                                   | Eugenio Balanqué 7 948 pts                                                        | Alejandro Cárdenas 7 387 pts                                                         |

### Femmes
| Épreuve           | Or                                                                              | Argent                                                                                 | Bronze                                                                           |
| ----------------- | ------------------------------------------------------------------------------- | -------------------------------------------------------------------------------------- | -------------------------------------------------------------------------------- |
| 100 m             | Chryste Gaines 11 s 05 w                                                        | Liliana Allen 11 s 16 w                                                                | Heather Samuel 11 s 33 w                                                         |
| 200 m             | Liliana Allen 22 s 73                                                           | Dahlia Duhaney 23 s 03                                                                 | Omegia Keeys 23 s 24                                                             |
| 400 m             | Julia Duporty 50 s 77                                                           | Nancy McLeón 51 s 81                                                                   | Flirtisha Harris 52 s 51                                                         |
| 800 m             | Meredith Rainey 1 min 59 s 44                                                   | Luciana Mendes 2 min 01 s 71                                                           | Letitia Vriesde 2 min 02 s 25                                                    |
| 1 500 m           | Sarah Thorsett 4 min 21 s 84                                                    | Sarah Howell 4 min 22 s 10                                                             | Marta Orellana 4 min 22 s 44                                                     |
| 5 000 m           | Adriana Fernández 15 min 46 s 32                                                | María del Carmen Díaz 15 min 46 s 43                                                   | Carol Montgomery 15 min 46 s 80                                                  |
| 10 000 m          | Carmem de Oliveira 33 min 10 s 19                                               | Carol Montgomery 33 min 13 s 58                                                        | María del Carmen Díaz 33 min 14 s 94                                             |
| Marathon          | Maria Trujillo 2 h 43 min 56 s                                                  | Jennifer Martin 2 h 44 min 10 s                                                        | Emma Cabrera 2 h 46 min 36 s                                                     |
| 100 m haies       | Aliuska López 12 s 68 w                                                         | Donalda Duprey 13 s 16 w                                                               | Odalys Adams 13 s 17 w                                                           |
| 400 m haies       | Kim Batten 54 s 74                                                              | Tonja Buford 55 s 05                                                                   | Lency Montelier 55 s 74                                                          |
| 10 000 m marche   | Graciela Mendoza 46 min 31 s 9                                                  | Michelle Rohl 46 min 36 s 5                                                            | Francisca Martínez 47 min 44 s 8                                                 |
| 4 × 100 m         | États-Unis Flirtisha Harris Shantel Twiggs Richelle Webb Chryste Gaines 43 s 55 | Cuba Miriam Ferrer Aliuska López Liliana Allen Milena Pérez 44 s 08                    | Colombie Felipa Palacios Mirtha Brock Patricia Rodríguez Elia Mera 44 s 10       |
| 4 × 400 m         | Cuba Idalmis Bonne Surella Morales Nancy McLeón Julia Duporty 3 min 27 s 45     | États-Unis Veronica Williams Terri Dendy Flirtisha Harris Crystal Irving 3 min 31 s 22 | Colombie Patricia Rodríguez Elia Mera Mirtha Brock Felipa Palacios 3 min 38 s 54 |
| Saut en hauteur   | Ioamnet Quintero 1,94 m                                                         | Silvia Costa 1,91 m                                                                    | Angie Bradburn 1,91 m                                                            |
| Saut en longueur  | Niurka Montalvo 6,89 m                                                          | Andrea Ávila 6,52 m                                                                    | Jackie Edwards 6,50 m                                                            |
| Triple saut       | Laiza Carrillo 14,09 m                                                          | Niurka Montalvo 13,90 m w                                                              | Andrea Ávila 13,84 m w                                                           |
| Lancer du poids   | Connie Price-Smith 19,17 m                                                      | Ramona Pagel 18,50 m                                                                   | Yumileidi Cumbá 18,47 m                                                          |
| Lancer du disque  | Maritza Martén 61,22 m                                                          | Bárbara Hechevarría 60,20 m                                                            | Kris Kuehl 56,92 m                                                               |
| Lancer du marteau | Alexandra Given 58,92 m                                                         | María Villamizar 56,14 m                                                               | Sonja Fitts 56,06 m                                                              |
| Lancer du javelot | Xiomara Rivero 63,92 m                                                          | Laverne Eve 61,26 m                                                                    | Valerie Tulloch 60,58 m                                                          |
| Heptathlon        | Jamie McNeair 6 266 pts                                                         | Magalys García 6 055 pts                                                               | DeDee Nathan 5 879 pts                                                           |

## Tableau des médailles
| Rang  | Nation                          | Or | Argent | Bronze | Total |
| ----- | ------------------------------- | -- | ------ | ------ | ----- |
| 1     | Cuba                            | 18 | 16     | 5      | 39    |
| 2     | États-Unis                      | 13 | 11     | 11     | 35    |
| 3     | Mexique                         | 6  | 3      | 5      | 14    |
| 4     | Brésil                          | 5  | 4      | 3      | 12    |
| 5     | Canada                          | 1  | 3      | 2      | 6     |
| 6     | Équateur                        | 1  | 0      | 1      | 2     |
| 7     | Bahamas                         | 0  | 2      | 1      | 3     |
| 8     | Jamaïque                        | 0  | 2      | 0      | 2     |
| 9     | Argentine                       | 0  | 1      | 3      | 4     |
| 10    | Paraguay                        | 0  | 1      | 0      | 1     |
| 10    | Dominique                       | 0  | 1      | 0      | 1     |
| 12    | Colombie                        | 0  | 0      | 4      | 4     |
| 13    | Guatemala                       | 0  | 0      | 2      | 2     |
| 13    | Chili                           | 0  | 0      | 2      | 2     |
| 15    | Antigua-et-Barbuda              | 0  | 0      | 1      | 1     |
| 15    | Trinité-et-Tobago               | 0  | 0      | 1      | 1     |
| 15    | Porto Rico                      | 0  | 0      | 1      | 1     |
| 15    | Suriname                        | 0  | 0      | 1      | 1     |
| 15    | Saint-Vincent-et-les-Grenadines | 0  | 0      | 1      | 1     |
| Total | Total                           | 44 | 44     | 44     | 132   |